# Triple H
Paul Michael Levesque (* 27. Juli 1969 in Nashua, New Hampshire), besser bekannt unter seinem Ringnamen Triple H, ist ein US-amerikanischer Unternehmer, sowie ehemaliger Wrestler und Manager. Aktuell ist er der Chief Content Officer der WWE, wo er auch unter Vertrag steht. Zudem ist er der Ehemann der Ex-WWE-Chairwoman Stephanie McMahon und arbeitete bis 2022 als Executive Vice President of Global Talent Strategy & Development.
Triple H begann sein Wrestling-Training im Jahr 1990 und gab sein Wrestling-Debüt im Jahr 1992. Von 1994 bis 1995 trat er zunächst bei World Championship Wrestling auf, bis er im Jahr 1995 zur World Wrestling Federation wechselte. Bei der WWF erlangte Triple H große Bekanntheit, nachdem er das Wrestlingstable D-Generation X mitbegründet hatte, das in den 1990er Jahren zu einem wichtigen Element der „Attitude Era“ wurde. Durch Heirat wurde er 2003 Mitglied der Familie von Vince McMahon, welche die Promotion gründete.
Zu seinem größten Erfolgen als Wrestler zählen der neunfache Erhalt der WWE Championship und der fünffache Erhalt der World Heavyweight Championship. Im Jahr 2019 wurde er als Teil der Gruppe D-Generation X in die WWE Hall of Fame aufgenommen.

## Privatleben
Im Privatleben war Levesque ein paar Jahre fest mit seiner Ringbegleitung Chyna (Joanie Laurer) liiert. Die Beziehung wurde allerdings 1999 aufgelöst. Zur gleichen Zeit hatte Levesque im Rahmen einer Storyline Stephanie McMahon, die Tochter seines Chefs Vince McMahon, geehelicht. Die Show-Beziehung übertrug sich anschließend auch auf deren Privatleben.
Im Oktober 2003 heirateten Levesque und McMahon, die beiden haben gemeinsam drei Töchter (* 2006, * 2008, * 2010). Die somit erworbene familiäre Beziehung zur Familie McMahon gab Levesque während seiner aktiven Karriere auch einigen Einfluss hinter den Kulissen und führte zu seinem Aufstieg ins Management des Familienunternehmens.
Levesque ist auch der Bodybuildingszene treu geblieben. Er moderiert die jährliche Meisterschaft der „Arnold Classics“ und ist der erste Wrestler mit einer Titelseite und -story im Bodybuilding-Magazin Flex.
Er ist großer Fan der Hard-Rock- und Heavy-Metal-Band Motörhead, welche ihn auch bei einigen Auftritten musikalisch begleitete (u. a. Wrestlemania X-Seven 2001, Wrestlemania 21). Sie spielten auch seine Auftrittsmusik The Game und King of Kings sowie die Musik des Stables Evolution mit dem Titel Line in the Sand (geschrieben von Jim Johnston) ein. Auf dem 2002er Album Hammered ist er im Duett mit Leadsänger Lemmy Kilmister zu hören.

## Wrestling-Karriere

### Anfänge
Levesque begann im frühen Alter mit dem Bodybuilding. Dort verbuchte er schon als Jugendlicher größere Erfolge. In seiner Jugendzeit bekam er viele lukrative Angebote von verschiedenen Football- und Ringermannschaften. Doch er lehnte alle Angebote ab, da er schon seit seiner Kindheit den Traum verwirklichen wollte, Wrestler zu werden. So startete er nach Ende der Highschool in Killer Kowalskis Wrestlingschule, um die Grundlagen des professionellen Wrestlings zu erlernen.

### World Championship Wrestling (1994–1995)
Im März 1992 debütierte er in Kowalskis Promotion IWF unter dem Namen Terra Ryzing, wo er auch wenig später den Heavyweight Champion-Titel gewinnen durfte. Aufgrund seiner Statur wurden bald andere Promotionen auf ihn aufmerksam. So unter anderem World Championship Wrestling, welche ihn Anfang 1994 verpflichtete. Zunächst noch unter seinem alten Ringnamen, später dann als versnobter Frankokanadier Jean-Paul Levesque, konnte er hier aber nur wenige Erfolge verbuchen. Bereits nach zwölf Monaten verließ er die WCW wieder.

### World Wrestling Federation/Entertainment (seit 1995)

#### Connecticut Bluebloodund D-Generation X (1995–1999)

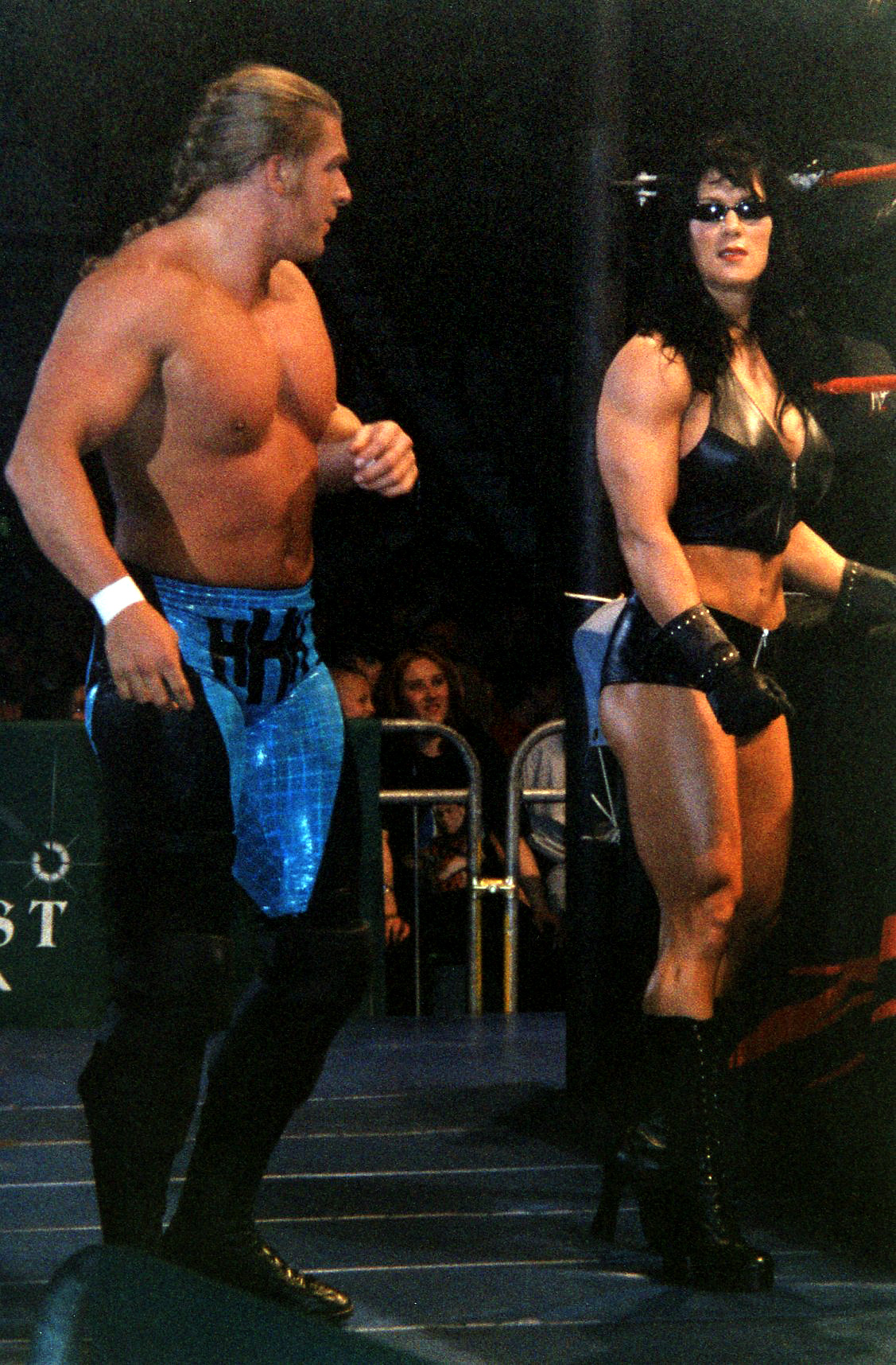
Levesque und Chyna, 1999

Nach dem Verlassen der WCW konnte er einen Vertrag mit der damaligen World Wrestling Federation abschließen. Sein damaliges Gimmick war als neuenglischer Aristokrat ausgelegt. Als Hunter Hearst Helmsley deckte es sich in etwa mit dem WCW-Gimmick, auch wenn es den französischen Einschlag nicht betonte. Aus den Initialen leitete sich im Laufe der Zeit sein derzeitiger Ringname Triple H (dt. „dreifaches H“) ab.
Beim Summerslam 1995 ließ man Levesque als Einstand Bob „Spark Plugg“ Holly (den späteren Hardcore Holly) besiegen. In den folgenden Monaten schlossen sich Fehdenprogramme u. a. gegen den Ultimate Warrior und Marc Mero an, ehe seine Karriere einen Knick erlebte. Er war Teil der Kliq geworden, einer berüchtigten Gruppierung von Wrestlern, der u. a. Shawn Michaels, Kevin Nash und Scott Hall angehörten und die über viel Einfluss hinter den Kulissen verfügte. Die zwei Letztgenannten wechselten im Jahr 1996 zur WCW und Michaels und Levesque wollten sie daher in ihren letzten Matches gebührend verabschieden. Obwohl laut Drehbuch verfeindet, feierten die vier während einer Show öffentlich gemeinsam und entlarvten das Showgeheimnis des Wrestlings. Da Hall und Nash die Promotion verlassen hatten und Michaels als WWF-Champion präsent gehalten werden musste, entfiel die gesamte Auswirkung dieses als „Curtain Call“ bezeichneten Vorfalls auf Levesque. Er musste monatelang Matches verlieren und wurde kaum als Wrestler eingesetzt. Erst gegen Ende des Jahres ging es wieder aufwärts. Er durfte Marc Mero den Intercontinental-Championship-Titel abnehmen und diesen mehrere Monate halten.
1997 begann die WWF Levesque wieder zu fördern und aufzubauen, als dieser das Turnier King of the Ring gewinnen durfte. Im gleichen Jahr präsentierte er seine neue Begleiterin Chyna, welche zu diesem Zeitpunkt auch real seine Lebensgefährtin wurde. Ende des Jahres schloss man Levesque mit Shawn Michaels zusammen und erschuf so die D-Generation X. Im Zuge dessen durfte Levesque auch die European Championship erringen. Als Michaels nach Wrestlemania XIV verletzungsbedingt ausfiel, ließ man Levesque die Führung der DX übernehmen und fortan als Face agieren. Eine Fehde gegen die Gruppierung Nation of Domination folgte, während welcher Levesque The Rock den Intercontinental-Titel abnehmen durfte. Aufgrund einer Knieverletzung musste er diesen jedoch wieder abgeben und kehrte erst im Dezember 1998 zurück.

#### The McMahon-Helmsley Faction und Evolution (1999–2005)

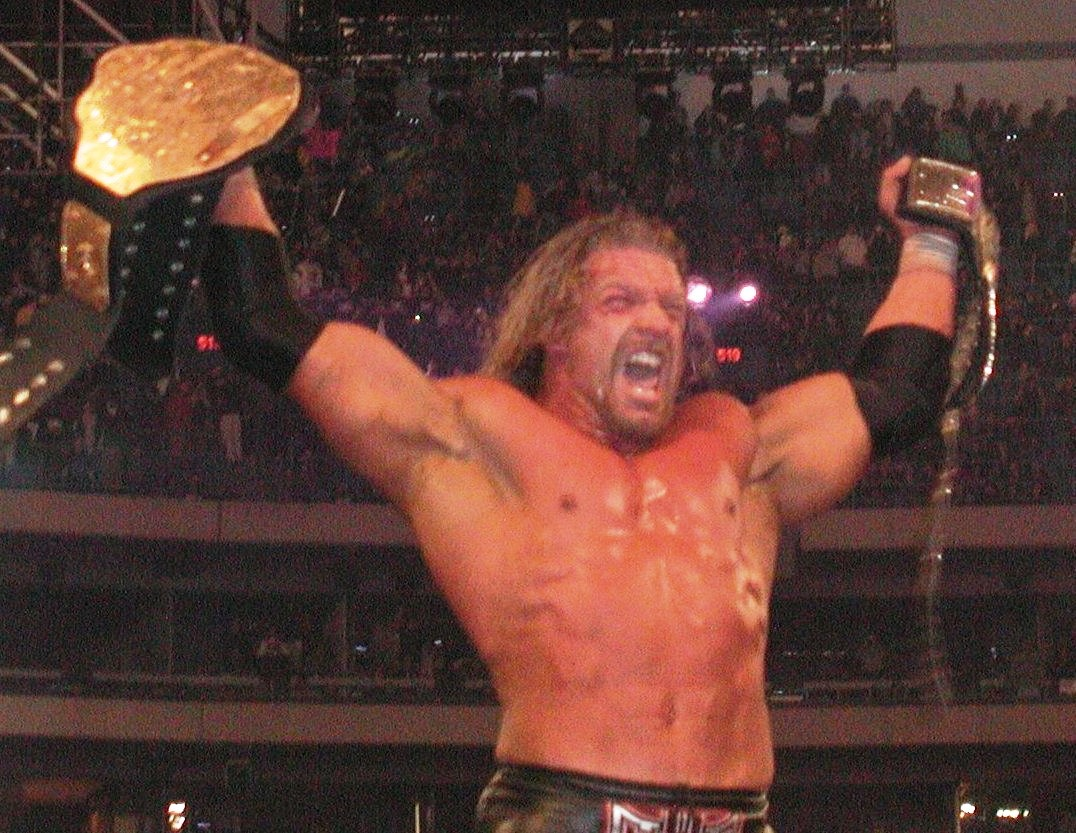
Levesque als Undisputed WWE Champion bei WrestleMania X8, 2002

Im Rahmen der Handlung mit der Gruppierung Corporation trennte man ihn kurz von Chyna. In der Folge ließ man Levesque ebenfalls zu dieser Gruppierung wechseln und machte ihn wieder zum Bösewicht. Mit neuem Look bezog man den nun als The Game titulierten Levesque im Rest des Jahres in das Geschehen um den WWE-Championship-Titel mit ein und ließ ihn unter anderem mit Steve Austin, The Undertaker und The Rock fehden. Erringen durfte er diesen Titel schließlich von Mankind. Allerdings war seine erste Titelregentschaft nur von kurzer Dauer, da er den Titel wieder an Vince McMahon abgeben musste. Es folgten weitere drei Gewinne des Championships und diverse Fehdenprogramme. Nachdem er im Frühjahr 2001 mit Steve Austin den WWE-Tag-Team-Titel erhalten hatte, zog er sich bei einem Kampf einen Quadrizeps-Muskelabriss im linken Knie zu und fiel erneut verletzungsbedingt aus.
2002 kehrte er als Face zurück und durfte bei Wrestlemania X-8 den Undisputed WWE World-Heavyweight-Titel von Chris Jericho erhalten, welchen er einen Monat später an Hulk Hogan abgeben sollte. Im Sommer des Jahres kam es zu einem erneuten Erscheinen der Gruppierung D-Generation X, woraus ein Fehdenprogramm zwischen ihm und Shawn Michaels geschrieben wurde. Levesque holte sich zwischen 2002 und 2005 weitere fünf Male die World Heavyweight Championship.
Inzwischen wurde die Gruppierung Evolution, bestehend aus ihm selbst, Ric Flair, Randy Orton und Batista, gegründet. Bei Wrestlemania XX sollte Levesque den Titel an Chris Benoit abgeben. Es folgten im Anschluss Jahre, in denen man die Evolution stückweise auseinanderfallen ließ und Levesque gegen alle Mitglieder Fehdenprogramme bestritt. Den Anfang machte man mit Randy Orton, der Benoit beim Summerslam den World-Heavyweight-Titel abnahm. Levesque erhielt von ihm schließlich den Titel, um ihn später an das nächste ausgetretene Mitglied der Gruppierung, Batista, wieder abzugeben. Nach einer kurzen Pause ließ man ihn den Rest des Jahres schließlich mit Ric Flair fehden.

#### Reformation der D-Generation X und achtfacherWWE Champion(2006–2010)

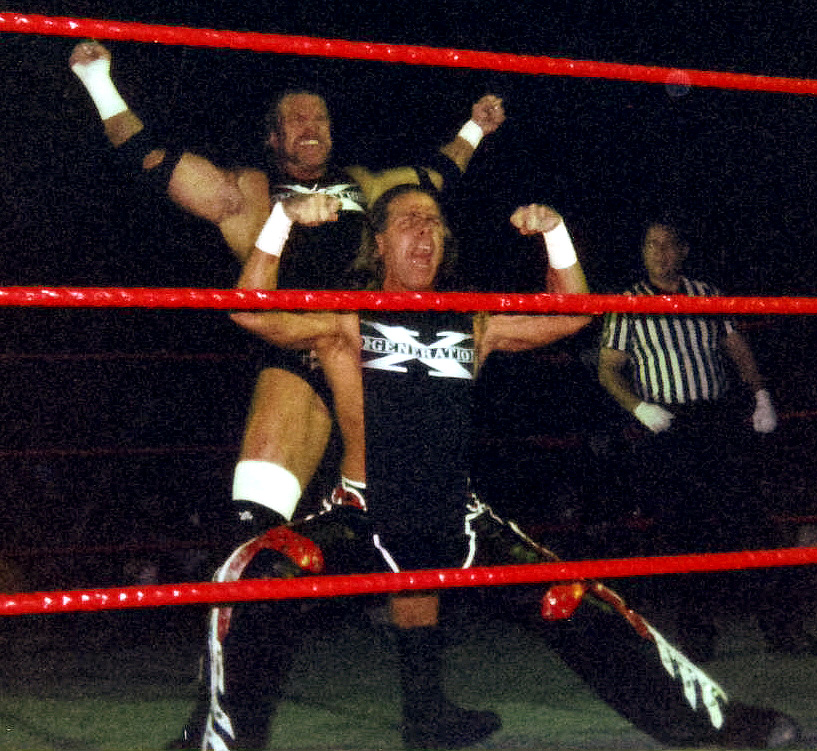
Levesque und Shawn Michaels als D-Generation X, 2006

Nach einem Intermezzo mit Big Show wurde er in das Geschehen um den WWE-Titel einbezogen, durfte diesen jedoch nicht erhalten. Im Anschluss daran kam es zur erneuten Reformation der D-Generation X mit Michaels und einem Fehdenprogramm gegen Ligenbesitzer Vince McMahon. Bei der nächsten RAW-Großveranstaltung „Cyber Sunday“ begann die nächste Fehde der DX gegen Randy Orton & Edge, die sich bis Januar 2007 zog. Levesque verletzte sich jedoch in einem Match real am rechten Knie und musste sechs Monate pausieren.
Er kehrte bei der Großveranstaltung SummerSlam 2007 in einem Match gegen King Booker zurück. Danach fehdete er eine Zeit lang gegen Umaga, der als Protegé McMahons agierte. Am 7. Oktober 2007 wurde Randy Orton bei der Veranstaltung „No Mercy“ aufgrund einer Verletzung John Cenas zum neuen WWE-Champion gemacht. Man ließ Levesque ihm den Titel abnehmen, doch noch am selben Abend gab es ein Rematch um den Titel, in welchem Orton den Titel wiedererhielt.
Zwischenzeitlich gab es einige vereinzelte Matches der D-Generation X mit Shawn Michaels. Danach befand sich Levesque in einer Fehde um den WWE-Titel. Im April 2008 erhielt er diesen schließlich bei der Veranstaltung „Backlash“.

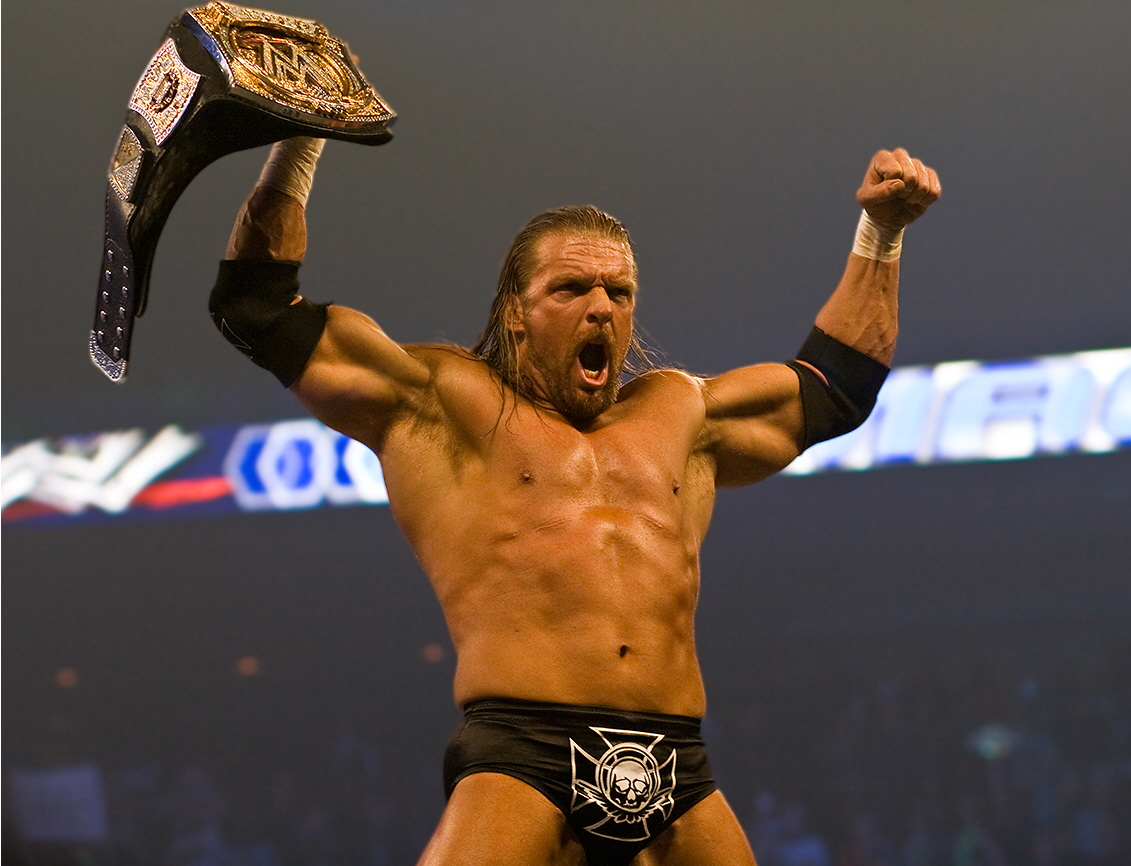
Levesque als WWE Champion, 2008

Am 23. Juni 2008 ließ man ihn zur Freitagssendung SmackDown wechseln. Nach einem kurzen Fehdenprogramm mit The Great Khali repräsentierte er den Smackdown-Kader weiterhin als Träger des höchsten Titels. Zur Survivor Series am 23. November 2008 musste er jedoch seinen Titel an den zurückkehrenden Edge abgeben. Am 15. Februar 2009 ließ man Levesque den WWE Champion Titel bei der Großveranstaltung „WWE No Way Out“ gewinnen. Mitsamt diesem Titel wechselte er am 13. April des Jahres im Rahmen der „Draft Lottery 2009“ zur Montagssendung RAW. Am 26. April musste er den Titel an Randy Orton abgeben. Zusammen mit seinem Tag-Team-Partner Shawn Michaels (als D-Generation X) durfte Levesque am 13. Dezember 2009 erstmals die Unified WWE Tag Team Championship gewinnen, als Michaels und er die Titelträger Chris Jericho & Big Show in einem TLC-Match bei der Großveranstaltung „TLC: Tables, Ladders & Chairs“ besiegen konnten.
Am 8. Februar 2010 verloren sie die Unified Tag Team Titles an The Miz und Big Show in einem Triple Threat Tag Team Match. In einem Match gegen Sheamus zog sich Levesque eine Verletzung zu und pausierte.

#### Chief Operating Officer und The Authority (2011–2016)
Am 21. Februar 2011 kehrte Levesque für eine Fehde gegen den Undertaker zu Raw zurück, nahm sich jedoch nach WrestleMania XXVII am 3. April 2011 wieder eine Pause.
Am 18. Juli 2011 verkündete er bei Raw, dass er die Amtsgeschäfte des WWE Chairman Vince McMahon übernimmt (Storyline). Seitdem fungiert Levesque in den Shows als Chief Operating Officer der WWE. Trotzdem war er auch weiter als Wrestler aktiv und fehdete unter anderem gegen CM Punk und Kevin Nash.

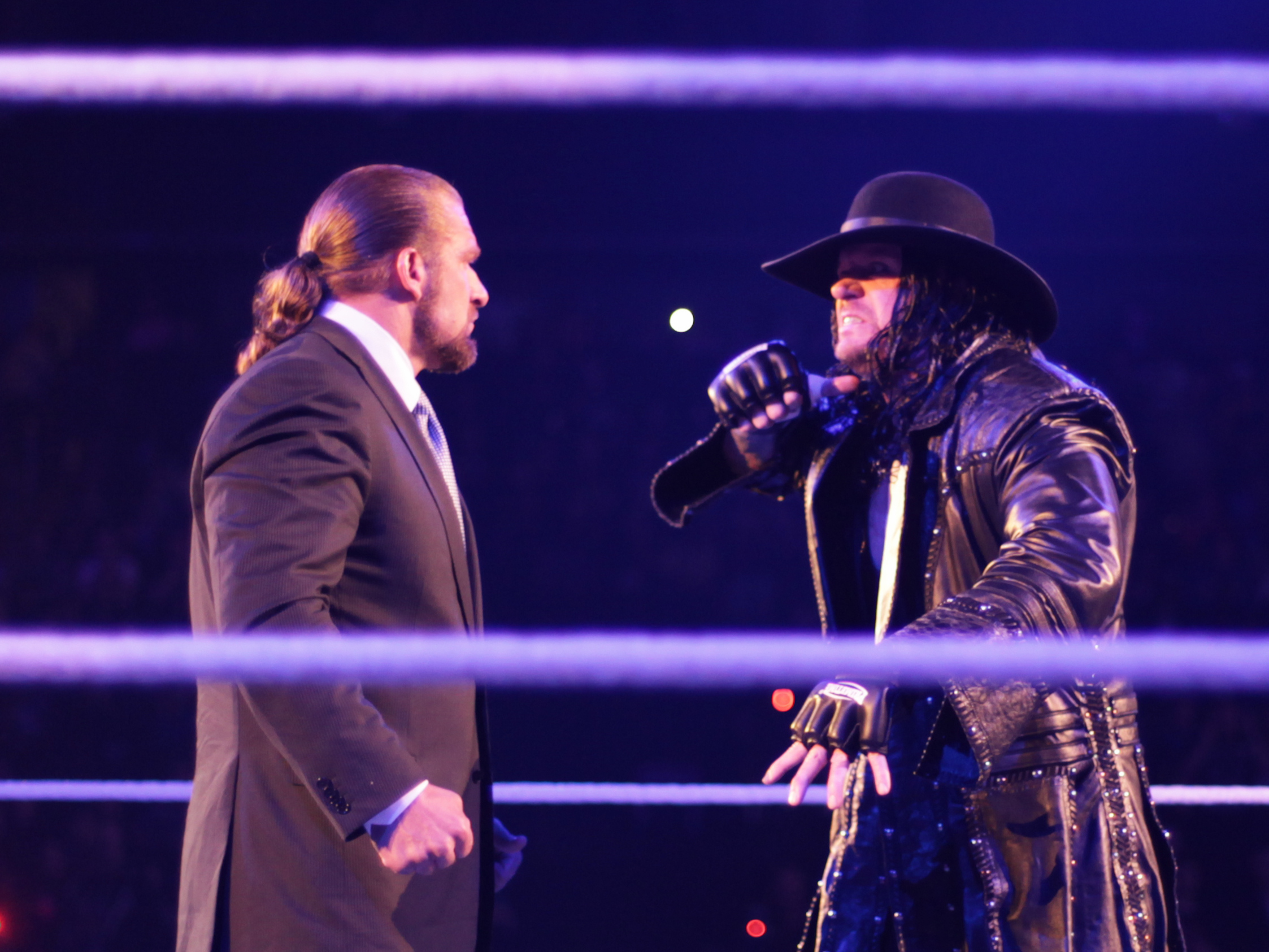
The Undertaker konfrontiert Levesque, 2012

Am 1. April 2012 bei WrestleMania XXVIII erfolgte ein erneutes Aufeinandertreffen gegen den Undertaker in einem Hell-in-a-Cell-Match, in welchem Shawn Michaels als Ringrichter agierte. Mit Levesques Niederlage endete die Storyline.
Es folgte eine Fehde mit Brock Lesnar, die am 7. April 2013 bei WrestleMania XXIX in einem Match um Levesques mögliches Karriereende mündete, das Levesque gewinnen durfte.
Über den Sommer 2013 verhalf er Randy Orton die WWE Championship zu gewinnen, indem er Daniel Bryan mehrmals hinterging. Dies hatte ein Match zwischen Daniel Bryan und Levesque am 6. April 2014 bei WrestleMania XXX zur Folge, welches er verlor. Im Rahmen dieser Fehde entstand im August 2013 das Stable „The Authority“, dessen Anführer er gemeinsam mit Stephanie McMahon darstellt. Mit dieser Gruppierung fehdete er auch unter anderem gegen Roman Reigns und John Cena.
Bei der Großveranstaltung Royal Rumble am 24. Januar 2016 gewann Levesque zum zweiten Mal in seiner Karriere die namensgebende Royal Rumble und die WWE World Heavyweight Championship, die der vorherige Titelträger Roman Reigns darin verteidigen musste, zum 14. Mal. Am 3. April 2016 bei Wrestlemania 32, verlor er den Titel wieder an Roman Reigns.

#### Verschiedene Fehden und Rücktritt (2017–2022)
Bei WWE Crown Jewel am 2. November 2018 traten Triple H und Shawn Michaels, der seine Karriere 2010 beendet hatte, ein letztes Mal als D-Generation X gegen die Brothers of Destruction (Undertaker und Kane) an. Sie gewannen dieses Tag Team Match.
Bei WrestleMania 35 gewann er ein No Holds Barred Match gegen Batista, wobei seine In-Ring Karriere auf dem Spiel stand. Am 7. Juni 2019 bestritt HHH ein Singles Match gegen Randy Orton bei WWE Super ShowDown, dieses verlor er jedoch.
In der SmackDown-Ausgabe vom 1. November 2019 gelang Triple H und Shawn Michaels eine Invasion mit NXT-Wrestlern. Nach dem Hauptkampf der Show stürmten Triple H und Shawn Michaels mit dem Rest des NXT-Kaders den Ring und erklärten Raw und SmackDown den Krieg.
Nachdem Triple H im September 2021 eine virale Lungenentzündung und danach eine Herzinsuffizienz erlitten hatte, wurde bei ihm ein Defibrillator eingesetzt. Am 25. März 2022 in der ESPN-Sendung First Take bestätigte Triple H seinen Rücktritt vom Wrestling.

#### Head of Creative
Im Juni 2022 kehrte Triple H als Head of Creative zur WWE zurück. Als solcher führte er backstage einige Änderungen ein, so etwa die Reduzierung der Einsätze von Wrestlern an Feiertagen. Unter seiner Leitung wurde ein Deal mit Netflix abgeschlossen: Ab Januar 2025 wurde Netflix die exklusive Heimat von WWE's Flaggschiff-Programm Raw in den USA, Kanada, Großbritannien und Lateinamerika. Dies ist das erste Mal seit dem Start 31 Jahre zuvor, dass Raw das lineare Fernsehen verlässt. Zusätzlich wird Netflix auch andere WWE-Shows und Specials außerhalb der USA anbieten, einschließlich SmackDown, NXT und Premium-Live-Events wie WrestleMania, SummerSlam und den Royal Rumble.
Kritik an Levesques Führung gibt es für einige kreative Entscheidungen, wie etwa Jey Uso nicht nur den Royal Rumble 2025 gewinnen zu lassen, sondern auch den WWE World Heavyweight Championship bei WrestleMania 41. Auch der intensive Einsatz von Werbesujets u. a. auf dem Ringboden oder das Booking von US-Rappern wie Travis Scott als wesentlicher Bestandteil von Titelentscheidungen sorgte für einige Kritik.

## Außerhalb des Wrestlings
Levesque veröffentlichte mit Robert Caprio sein erstes Buch mit dem Titel Making the Game: Triple H’s Approach to a Better Body. Wie viele seiner Kollegen war und ist auch Levesque in der Film- und Fernsehlandschaft vertreten. Neben einem Gastauftritt in der Serie Pacific Blue – Die Strandpolizei spielte er seine bekannteste Rolle 2004 in dem Film Blade: Trinity als Vampir-Handlanger Jarko Grimwood. 2011 spielte Levesque außerdem die Hauptrolle im von der WWE produzierten Film The Chaperone, der in den USA nur für kurze Zeit in ausgewählten Kinos zu sehen war und dann direkt auf DVD veröffentlicht wurde. Es sind bisher vier DVDs erschienen, die seine Karriere reflektieren. 

## Titel und Auszeichnungen

### Titel
- International Wrestling Federation
  - 1× IWF Heavyweight Champion[8]
  - 1× IWF Tag Team Champion mit Perry Saturn

- World Wrestling Entertainment
  - 5× World Heavyweight Champion[9] (erster Titelträger)
  - 2× World Tag Team Champion[10] jeweils 1× mit Steve Austin und Shawn Michaels
  - 9× WWE Champion[11]
  - 5× WWE Intercontinental Champion[12]
  - 1× WWE Tag Team Champion[13] mit Shawn Michaels
  - 2× WWF European Champion[14]

### Auszeichnungen
- Pro Wrestling Illustrated
  - 2000, 2009: Platz 1 der Top 500 Wrestler im PWI 500

- World Wrestling Entertainment
  - 1997: King of the Ring[15]
  - 2001: Siebter Triple Crown Champion
  - 2001: Zweiter Grand Slam Champion
  - 2002, 2016: Royal Rumble Sieger[16]
  - 2019: Aufnahme in die Hall of Fame als Mitglied der D-Generation X
  - 2025: Aufnahme in die Hall of Fame